# Та’Пину
Базилика Девы Марии Та’Пину — католический храм, расположенный на острове Гозо (Мальта) неподалёку от деревни Арб. Ранее XX века на месте базилики возвышалась капелла XVI века, посвященная Успению Богоматери, в которой хранился алтарный образ, написанный Амедео Перуджино в 1619 году. 23 июня 1883 года на этом месте крестьянка Кармни Грима слышала голос Богоматери. В том же году происходили разного рода чудеса, включая выздоровления, в том же году Гозо спасся от чумы. Строительство современной церкви было начато в 1920 году, освящение — в 1931 году. На следующий год папа Пий XI возвел эту церковь в ранг базилики.
Древняя капелла с чудотворным образом находится в глубине современной церкви. Церковь, построенная в романском стиле, возвышается посредине сельской местности острова Гозо, окруженный[уточнить] холмами Гаммара и Гордана. Здание церкви — образец технического использования местного камня. Внутри неё находится большое количество разных картин, высеченных из камня, которые вместе с мозаиками украшают алтарные образы и фризы нефа.

## Источник
- Санктуарий Та’Пину // Мальта и ее острова: Гозо и Комино. — Plurigraf, 2013. — С. 116—120. — 128 с. — (Золотые путеводители). — ISBN 978-88-7551-193-7.